# Mümliswil-Ramiswil
Mümliswil-Ramiswil är en kommun i distriktet Thal i kantonen Solothurn, Schweiz. Kommunen har 2 451 invånare (2023).
Kommunen består av orten Mümliswil och byn Ramiswil.